# KIMちー
KIMちー（きむ - ）は、日本のイラストレーター 、漫画家、ゲームの原画家。
主に、ロリータ系を描いている。
minoriの「はるのあしおと」で初原画を担当。
2006年、一部のキャラのみ担当だが、SkyFishのアダルトゲーム「ふぁみ☆すぴ!! 〜FamiliarSpirits!!〜」の原画に参加している。
また、「ちゅうに」「+OUT OF SIGHT」という名の同人サークルで同人活動をしている。
『COMIC RIN』（茜新社）では表紙イラストを創刊号から全て手がけ、看板絵師として知られている。
2012年よりペンネームを「KIMちー」から「みまち」へ変更。サークル名も「ナコハルホ」に変更した。

## 作品リスト

### KIMちー名義
- COMIC RIN（茜新社）
  - 僕は姉のおもちゃ（2011年4月号）
  - となりの姉弟♪（2012年3月号）

### みまち名義
- チャンピオンRED（秋田書店）
  - コトミラージュ 美少女超常決戦!（原作：上江洲誠、2013年4月号 - ）